# Winnie-the-Pooh - Sangue e miele
Winnie-the-Pooh - Sangue e miele (Winnie-the-Pooh: Blood and Honey) è un film horror del 2023 scritto, diretto, co-prodotto e montato da Rhys Frake-Waterfield.
Basato sui libri di Winnie the Pooh di A. A. Milne ed E. H. Shepard ma rivisto come un film dell'orrore, il primo prodotto da Waterfield e dalla sua azienda. È stato annunciato nel maggio 2022 e, dato che il protagonista è un'icona dell'infanzia, è diventato uno dei film più attesi del 2023 e ha suscitato reazioni miste da parte del pubblico. È stato distribuito per la prima volta il 26 gennaio 2023 in Messico.
È il primo film del Twisted Childhood Universe.

## Trama
Alcuni anni fa, un giovane ragazzo di nome Christopher Robin, in un bosco chiamato "Bosco dei Cento Acri", conobbe diverse creature antropomorfe metà umane e metà animali, di nome Winnie-the-Pooh, Pimpi, Ih-Oh, Tappo ed Uffa. Ignorando il pericolo, fece amicizia con loro passandoci gran parte della sua giovinezza, nutrendoli e giocando con loro. Divenuto grande, Christopher dovette compiere la difficile scelta di andare in un college per diventare un dottore. Arrivato l'inverno, particolarmente freddo e privo di cibo, il gruppo arrivò a rischiare di morire di fame. Una notte, Pooh decise che, per sopravvivere, avrebbero dovuto consumare uno di loro. La scelta cadde su Ih-Oh, brutalmente ucciso e divorato. L'atto traumatizzò il gruppo, tanto che svilupparono un odio profondo per l'umanità e per Christopher Robin che li aveva abbandonati. Dopo aver seppellito Ih-Oh, giurarono di tornare ai loro istinti animali e di non parlare mai più. 
Cinque anni dopo, Christopher Robin è diventato adulto ed ha una fidanzata di nome Mary. Un giorno decide di tornare nel Bosco dei Cento Acri per ricongiungersi con i suoi amici, ma trova un posto desolato ed in rovina. Nonostante l'insistenza di Mary sull'andarsene, Christopher indaga più a lungo. Pimpi, ormai diventato un essere umanoide con il volto da cinghiale, li sorprende e strangola Mary con una catena. Christopher, inorridito, scappa, ma si imbatte in Pooh, anche lui divenuto un essere umanoide con un volto perennemente bloccato in un inquietante sorriso. Christopher rimane traumatizzato per ciò che i suoi ex amici sono diventati, chiedendogli perdono, non immaginando che lasciandoli da soli, si sarebbero trasformati in simili mostri. Pooh insieme a Pimpi, lo trascinano in una grotta dove trova il corpo della sua ragazza che brucia in un fuoco. Con orrore Christopher scopre che Pooh, Pimpi e gli altri del bosco hanno iniziato a cacciare e divorare esseri umani.
Una sequenza di immagini, foto di giornale e notizie radiofoniche, rivelano innumerevoli sparizioni e il ritrovamento di corpi dilaniati e mutilati nei pressi della città e di strani mostri in giro per il bosco. Il terrore cresce a tal punto che il Bosco dei Cento Acri viene dichiarato tabù, con un divieto assoluto per chiunque di avvicinarsi.
Tempo dopo, alcune studentesse universitarie, Maria, Jessica, Zoe, Alice, Lara e Tina, affittano una casa proprio nel Bosco dei Cento Acri sotto consiglio della terapista di Maria, per far superare a quest'ultima una traumatica esperienza di stalking. Durante il tragitto verso la capanna, Tina si perde e si imbatte in Pooh, che dapprima la insegue, poi la denuda scoprendole il seno, ed infine la uccide, macinandola in una cippatrice. Poco dopo ritorna nella sua casa sull'albero dove tiene prigioniero Christopher Robin. Quest'ultimo tenta di farlo ragionare, cadendo anche in un pianto frammentato dai singhiozzi, con Pooh che dapprima si ferma, tormentato dai ricordi della sua infanzia e dalla promessa di Christopher di restare per sempre con lui. Uno scatto d'ira gli fa nuovamente perdere la ragione e frusta brutalmente il ragazzo con la coda di Ih-Oh. Successivamente recupera i resti scheletrici di Mary e inonda Christopher del suo sangue.
Nella notte, Pooh e Pimpi si imbattono nella casa dove alloggiano le ragazze, incuranti della sorte di Tina. I due esseri tendono un agguato a Lara, che si sta rilassando nelle terme, catturandola e portandola sulla strada dove Pimpi la lega al terreno e Pooh le passa sulla testa con una macchina, facendogliela esplodere. Maria e Jessica sentono il trambusto e vanno a controllare solo per ritrovare il cadavere di Lara. Le ragazze rientrano in casa e avvisano Alice e Zoe, ma Pooh le attacca dividendole. Pimpi fa perdere i sensi ad Alice, poi insegue e uccide Zoe, spaccandole la faccia con una mazza. Pimpi e Pooh rapiscono successivamente Alice, venendo notati da Maria e Jessica che decidono di andare a salvare la loro amica. 
Le due ragazze arrivano alla casa di Pooh dove liberano Christopher Robin, Alice ed una signora di nome Charlene, la quale ha perso il marito Darrel tempo prima, assassinato da Pimpi. In cerca di vendetta anche a causa del fatto che Pooh le abbia deformato il volto, la donna li sfida ma l'orso la mette al tappeto, le versa del miele in faccia e infine Pimpi gliela mangia. Quest'ultimo e Pooh si separano per inseguire Maria, Jessica e Alice, ma quest'ultima rimane indietro, riuscendo però a incatenare ed a uccidere Pimpi con la sua stessa mazza, vendicando Zoe che era la sua amante. Tuttavia, Pooh sente le urla dell'amico, torna dunque indietro ed elimina Alice, impalandola con un coltello contro un muro attraverso la sua bocca aperta.
Maria e Jessica fermano quattro uomini per aiutarle ma, nonostante i tentativi di uccidere Pooh, quest'ultimo li fa fuori senza problemi. Le due cercano quindi di investire l'orso con un'auto, ma lui sale sul tetto salvandosi e le ragazze si schiantano contro un albero. Maria perde i sensi e Pooh prende per i capelli Jessica portandola fuori dalla macchina e decapitandola. Maria urla inorridita dall'atto al suo risveglio, soprattutto quando Pooh le lancia addosso la testa insanguinata dell'amica. L'orso si avvicina alla ragazza priva di forze e sta per ucciderla, ma all'improvviso arriva Christopher Robin con un'altra auto e schiaccia Pooh contro quella guidata da Maria. Apparentemente quest'ultimo sembra sia morto, così Christopher aiuta la ragazza ad allontanarsi, ma l'orso si risveglia e cattura Maria minacciandola con un coltello. Il ragazzo lo ferma e gli promette che se la risparmia starà per sempre con lui nel Bosco dei Cento Acri. Subito Pooh abbassa il coltello, ma poi rompe il voto di silenzio dicendo all'ex amico: "Me ride" ("Sei andato via" nella versione originale, a indicare come l'orso non prenda sul serio le frasi del ragazzo) e sgozza Maria, che muore tra le braccia di Christopher. Quest'ultimo capisce che Pooh non cambierà mai più dopo il trauma e fugge, e le ultime inquadrature vanno sull'orso che accoltella ripetutamente il cadavere di Maria e sulla testa decapitata in fiamme di Jessica.

## Produzione
Il 27 maggio 2022 il sito web di intrattenimento IGN ha annunciato che il film, in virtù della scadenza del copyright con la Disney, era in fase di produzione. Frake-Waterfield, al suo debutto da regista, ha inoltre rilasciato varie dichiarazioni sul perché Pooh e Pimpi siano diventati degli assassini assetati di sangue dopo l'abbandono di Christopher Robin. Le maschere delle due icone dell'infanzia sono state create dalla società americana Immortal Masks.

### Riprese
Le riprese sono iniziate nell'aprile del 2022 nella foresta di Ashdown nell'East Sussex, in Inghilterra, e sono terminate nel giro di 10 giorni.

## Distribuzione
Il film è stato distribuito nelle sale messicane il 26 gennaio 2023, negli Stati Uniti il 15 febbraio e in Inghilterra il 10 marzo dello stesso anno..
In Italia la pellicola è stata pubblicata direttamente in DVD e Blu-ray il 13 luglio 2023.

### Divieti
Il film negli Stati Uniti e nel Regno Unito è stato vietato ai minori di 18 anni per violenza e scene inquietanti.

## Accoglienza

### Incassi
Di fronte a un budget inferiore ai 100 000 dollari, il film è stato commercialmente un successo con un incasso di poco più di 7,7 milioni di dollari.

### Critica
Il film è stato stroncato dalla critica, la quale ha contestato la mancanza di una storia coerente e di creatività. È stato, inoltre, candidato all'edizione 2024 dei Razzie Awards nelle categorie peggior film, peggior prequel, remake, rip-off o sequel, peggior regista (a Rhys Frake-Waterfield), peggior coppia (a Pooh e Pimpi come killer) e peggior sceneggiatura (sempre a Rhys Frake-Waterfield), vincendo tutti i premi.
Su Rotten Tomatoes solo il 3% delle 62 recensioni critiche è positivo, con un voto medio di 2.2/10; su Metacritic il voto medio di 19 recensioni è 16/100.

## Sequel
Il regista ha annunciato che verrà prodotto un sequel del film con un budget cinque volte maggiore, il quale è previsto per il 26 marzo del 2024 e seguirà la stessa linea estrema di Terrifier 2. Il 7 aprile 2023 Plaion Pictures annuncia di aver acquisito i diritti del sequel. Il titolo è Winnie-the-Pooh - Sangue e Miele 2. Nel film, Winnie the Pooh e Pimpi (sopravvissuto ai colpi di maglio di Alice) ritorneranno, ma abbandoneranno il Bosco dei 100 Acri per recarsi ad Ashdown, dove abita Christopher Robin, intenti a vendicarsi di lui una volta per tutte. Insieme ai due, ad aiutarli ci saranno Uffa e Tigro, assenti nel primo film (Uffa compare solo all'inizio di quest'ultimo). Inoltre, sono stati annunciati tre film horror sempre basati su icone dell'infanzia, ovvero su Bambi, Peter Pan e Pinocchio, oltre che a un interesse nel creare film del medesimo tipo su i Teletubbies, le Tartarughe Ninja e Le Superchicche.

## Riconoscimenti
- 2023 - Razzie Awards
  - Peggior film
  - Peggior prequel, remake, rip-off o sequel
  - Peggior coppia a Winnie the Pooh e Pimpi
  - Peggior regista a Rhys Frake-Waterfield
  - Peggior sceneggiatura a Rhys Frake-Waterfield